# Oebychs
Het Oebychs (t°axə bze), dat een Abchazisch-Adygese taal was en historisch misschien ook verwant aan het Hattisch, was de taal van de Oebychen. Op 7 oktober 1992 overleed de laatste moedertaalspreker, Tevfik Esenç.

## Geschiedenis
Het Oebychs werd oorspronkelijk helemaal niet in Turkije gesproken, maar ten noordoosten van de Zwarte Zee rond Sotsji. In 1864 werden de Oebychen door de Russische veroveringen uit hun oorspronkelijke leefgebied verdreven en vluchtten naar Turkije. Daar raakten ze van elkaar gescheiden, zodat ze gedwongen waren hun eigen taal op te geven voor het Turks.
Voordat men het Oebychs ging bestuderen was er nog nooit iets in deze taal opgeschreven. Taalkundigen hebben geprobeerd op het laatste moment nog zo veel mogelijk gesproken materiaal van de laatste moedertaalsprekers te verzamelen, zodat er toch nog een en ander over deze met name in fonologisch opzicht zeer bijzondere taal bekend is geworden.

## Voornaamste kenmerken
Net als de meeste andere Noordwest-Kaukasische talen bezit het Oebychs de volgende kenmerken:
- Het is ergatief, maar gespleten ergativiteit speelt geen of hooguit een kleine rol.
- Het is een polysynthetische taal, dus er is zeer veel agglutinatie, zodat een samengesteld woord uit wel negen lettergrepen of nog meer kan bestaan: /aχʲazbatɕʾaʁawdətʷaajlafaqʾajtʾmadaχ, "was je maar niet in staat geweest hem ertoe te brengen alles opnieuw van mij af te nemen voor hen". Affixen fuseren zelden met andere elementen.
- Het naamvallensysteem is daarentegen relatief eenvoudig, met maar vier vormen voor het zelfstandig naamwoord. Het getal wordt niet altijd aangegeven.
- De vervoeging van werkwoorden is uiterst complex. Het werkwoord congrueert met drie verschillende argumenten: het onderwerp, het lijdend voorwerp en het meewerkend voorwerp. Ook de benefactief kent een aparte grammaticale markeerder in de vorm van het werkwoord.
- Het Oebychs kent 84 medeklinkers (hoewel daarvan vier alleen in leenwoorden voorkomen)! Daarvan zijn er 20 uvulaar en 27 fricatief. Medeklinkerclusters zijn daarentegen eenvoudig in vergelijking met andere talen zoals het Georgisch en Abchazisch; de meeste woorden lettergrepen hebben de structuur MK. Clusters van drie medeklinkers komen niet veel voor, en voornamelijk in leenwoorden, zoals het aan het Adygees ontleende /psta/, "opzwellen".

Over het precieze aantal klinkers is men het niet eens; veruit de meeste klinkers kwamen waarschijnlijk alleen als allofoon voor, vanwege de sterk variërende fonologische contexten. Alleen sommige Khoisantalen hebben mogelijk nog meer medeklinkers dan het Oebychs. Een dialect van het Oebychs had minder fonemen.

## Grammatica

#### Naamwoorden
In het Oebychs wordt op grote schaal substantivering toegepast, zodat vaak niet duidelijk is of een woordstam tot de categorie van werkwoord dan wel van zelfstandig naamwoord hoort (net als in bijvoorbeeld het Kwak'wala):
- /qʼa/, "zeggen"
- /səqʼa/, "mijn toespraak"

Het Oebychs kent verder de volgende naamvallen:
- de absolutief: dit is de stam zonder uitgang. De functie is die van het onderwerp van een intransitieve zin en lijdend voorwerp van een transitieve zin :/tət/, "een man".
- de ergatief, met de uitgang /-n/. De functie is die van onderwerp van een transitieve zin, het doel van werkwoordsvoorvoegsels of van indirect object zonder verdere suffixen.
- de locatief, met de uitgang -/ʁa/.

De locatief en andere betekenissen worden meestal weergegeven door middel van preverbale elementen. Het achtervoegsel -/awn(ə)/ geeft de functie weer van instrumentalis. Daarnaast bestaan er twee postposities met de betekenissen "naar" en "voor", nl. -/laaq/ en -/ʁaafa/: /aχʲə-laaq astʷadaw/, "Ik zal het naar de prins toe sturen".
Er bestaat geen geslacht. Het enige bepaalde lidwoord is /a/: /atət/, "de man". Daarnaast bestaat er een constructie /za/-(stam)-/gʷara/, met de betekenis "een zekere": /zanaynʃʷgʷara/, "een zekere jongeling".
Bij de persoonlijke voornaamwoorden wordt alleen het geslacht van de tweede persoon enkelvoud soms gemarkeerd door de index /χa/-, die zich gedraagt als een gewoon voornaamwoordelijk voorvoegsel:
- /wəsχʲantʷən/, "hij geeft (het) aan jou (normaal; geen geslacht) voor mij".
- /χasχʲantʷən/, "hij geeft (het) aan jou (vrouwelijk) voor mij".

Getal wordt alleen in de ergatief weergegeven door middel van het suffix -/na/. Het getal van het argument in de absolutief wordt weergegeven in de werkwoordsvorm:
- /akʷən blas/, "hij is in de auto"
- /akʷən blaʒʷa/, "zij zijn in de auto"

Bijvoeglijke naamwoorden behoren tot de onverbogen woorden, en worden meestal als een suffix behandeld: /tʃəbʒəja/, "peper" → /tʃəbʒəja-pɬə/, "rode peper".
Veel nieuwe woorden worden afgeleid van andere door middel van reduplicatie, bijvoorbeeld in combinatie met een onomatopee: /warqwarq/, "kwaken als een kikker".

#### Werkwoorden
Het Oebychs onderscheidt zoals de meeste talen drie tempora. De suffixen -/qʼa/ en -/awt/ geven de verleden respectievelijk toekomende tijd weer. Het imperfectief aspect wordt weergegeven door middel van het suffix -/jtʼ/. Sommige suffixen bestaan uit slechts één foneem, bijvoorbeeld die van de meeste personen.
Net als in het Arabisch wordt in het Oebychs onderscheid gemaakt tussen dynamische en statieve werkwoorden. De werkwoorden hebben bovendien vormen die qua betekenis overeenkomen met de Latijnse gerundium. Door middel van morfemen kunnen tevens causatieven worden gevormd.
De vele werkwoordsvoorvoegsels - die bijvoorbeeld plaats en richting en allerlei afgeleiden hiervan aangeven - geven onder andere allerlei applicatieve functies weer en hebben de vorm van preverbalen en determinatoren (een open woordklasse).
Een enkel preverbaal element heeft soms de betekenis van een hele Nederlandse zin. Zo is er een apart preverbaal element met de betekenis "in de richting van de spreker": j-. De preverbaal /jtɕʷʼaa/- betekent "op / in de aarde":
- /ʁadja ajtɕʷʼaa-naaɬqʼa/, "ze legden zijn lichaam in de aarde/ze begroeven zijn lichaam "

#### Voegwoorden
De volgende partikelen komen overeen met de Nederlandse voegwoorden en en maar (er bestaan ook werkwoordssuffixen met deze betekenissen):
- /gʲə/, "en" (vrij partikel /ve/, ontleend aan het Turks);
- /gʲəla/ "maar, echter, niettmein. hoewel, ofschoon" (vrij partikel /aʁʷa/)

De voornaamwoordelijke benefactief kan ook in het werkwoord worden geïncorporeerd door middel van het preverbale element /χʲa/-, behalve bij werkwoorden die al drie grammaticale markeerders hebben.

## Bijwoorden
Enkele werkwoordsachtervoegsels van het Oebychs hebben betekenissen die overeenkomen met die van een Nederlandse bijwoordelijke bepaling of hulpwerkwoord:
- /asfəpχa/?, "Ik moet het eten"
- /asfəfan/?, "Ik kan het eten"
- /asfəgʲan/?, "Ik eet het voortdurend"
- /asfəlan/?, "Ik eet het allemaal op"
- /asfətɕʷan/?, "Ik eet het te veel"
- /asfaajən/?, "Ik eet het alweer"

## Vragen
Ook vraagzinnen worden met behulp van voorvoegsels grammaticaal gemarkeerd. Dit voorvoegsel wordt in het Nederlands soms vertaald als een vragend voornaamwoord:
- Ja/nee vragen met -/ɕ/?: /wana awbjaqʼaɕ/?? "zag je dat?"
- Complexere vragen met -/j/?:
- /saakʲʼa wəpʼtsʼaj/?? "wat is je naam/ hoe heet je?"
- /maawkʲʼanəj/?, "waar ga je naartoe?"
- /saawqʼaqʼajtʼəj/?, "wat had je gezegd?"

## Idioom
Het afleiden van nieuwe betekenissen is in het Oebychs zeer productief en houdt bijvoorbeeld verband met bepaalde gebeurtenissen; zo is /wərəs/ een leenwoord uit het Turks, dat "Rus" betekent en daarnaast "onbetrouwbaar persoon". Het woord ntʷa/, "deur", kan ook abstractere betekenissen hebben, net als in veel andere Noordwest-Kaukasische talen: "magistraat", "hof", "regering".